# Сиблейрас, Жеральд
Жера́льд Сиблейра́с (фр. Gérald Sibleyras, 1961 — Франция) — современный французский драматург и сценарист.

## Творчество
Свою литературную деятельность Сиблейрас начал с написания диалогов в кино, впоследствии создал сценарии к нескольким фильмам.
В течение четырех лет работал журналистом на радио France Inter, где встретился с Жаном Деллом, в соавторстве с которым были написаны первые пьесы: «Берет черепахи» (фр. Le beret de la tortue) и «Маленькая игра без последствий» (фр. Un petit jeu sans consequence; театральная премия «Мольер» 2003 года в пяти номинациях, в том числе «Лучший автор, пишущий на французском языке» и «Лучшая французская пьеса года», пьеса переведена на пятнадцать языков и неоднократно экранизирована).
Самостоятельная работа Жеральда Сиблейраса — «Ветер шумит в тополях» (фр. Le Vent des peupliers), получившая премию Лоренса Оливье 2006 года в номинации «Лучшая комедия»; «Надпись» (фр. L’inscription), «Танец альбатроса» (фр. La Danse de l’albatros), «Да здравствует Бушон!» (фр. Vive Bouchon!). Стиль пьес французского драматурга порой сравнивают с творчеством его соотечественницы Франсуазы Саган.

### Стиль
Сиблейрас — мастер остроумного диалога, отличительные особенности его юмора — глубокие философские принципы, схожие с принципами В. С. Соловьёва и провокаторские высказывания в стиле А. И. Солженицына. Его герои — амбициозные чудаки, их самоирония беспощадна, а мечтательность наивна.
Примером может прекрасно служить пьеса «Ветер шумит в тополях»:«…На террасе дома престарелых встречаются три человека, у каждого своё прошлое, но сегодня они объединены одним будущим — старостью и границами этого дома».
C помощью бытовых проблем автором рассматривается процесс осмысления жизни в ходе борьбы за неё — с обстоятельствами, комплексами, хворями и нисколько не похожи на уходящую натуру. Во всех произведениях Жеральда Сиблейраса жизнь будоражит героев, мешает их унынию. Герои пьес всецело обладают чувством юмора, значит обладают достоинством нации. Герои драматурга ищут ответы на вопросы о вечности, гордости, любви, сострадании.

## Пьесы
- «Берет черепахи» (Le Béret de la tortue, 2000)
- «Маленькая игра без последствий» (Un petit jeu sans conséquence, 2002)
- «Ветер шумит в тополях» / «Тополя и ветер» (Le vent des peupliers, 2003)
- «Надпись» (L'Inscription, 2004)
- «Опоздание на полтора часа» (Une heure et demie de retard, 2005)
- «Танец альбатроса» (La danse de l'albatros, 2006)
- «Да здравствует Бушон» (Vive Bouchon!, 2006)
- «Игра в четыре руки» (Le Banc, 2008)
- «Романтическая комедия» (Une comedie romantique, 2010)
- «Тихо! Идёт съёмка!» (Silence, on tourne!, 2016)

## Постановки
В России спектакли по пьесам Сиблейраса идут в нескольких театрах. Наиболее заметные постановки - «Тополя и ветер» в театре «Сатирикон» (реж. Константин Райкин, спектакль шел с 2009 по 2015 г.), «Ветер шумит в тополях» в Театре им. Евг. Вахтангова (реж. Римас Туминас), «История любви. Комедия ошибок» по пьесе «Романтическая комедия» в Театре Ателье (реж. Дайнюс Казлаускас).

## Награды и премии
- Премия Мольера (в пяти номинациях в том числе «Лучший автор, пишущий на французском языке» и «Лучшая французская пьеса года»)
- Премия Лоренса Оливье («Лучшая комедия»)